# Wolfgang Schröder (Radsportler)
Wolfgang Schröder (* 1951 oder 1952 in Piesteritz) ist ein ehemaliger deutscher Radrennfahrer aus der DDR.
Schröder gewann 1974 im Spurt einer achtköpfigen Spitzengruppe das Eintagesrennen Berlin–Bad Freienwalde–Berlin. Er nahm 1974 zudem erfolgreich an den DDR-Straßen-Radmeisterschaften teil. Auf der 4. Etappe der 24. DDR-Rundfahrt 1976 belegte er als Fahrer der Mannschaft des SC Dynamo Berlin I nach Siegbert Schmeißer den zweiten Platz. Bei der 25. DDR-Rundfahrt 1977 wurde er für das Team des SC Dynamo Berlin II nach Bernd Drogan und Joachim Vogel Dritter in der Einzelwertung.